# مرحله گروهی لیگ قهرمانان آسیا ۲۰۱۸
مرحله گروهی لیگ قهرمانان آسیا ۲۰۱۸ در تاریخ ۲۳ بهمن ۱۳۹۶ (۱۲ فوریه ۲۰۱۸) آغاز می‌شود و در تاریخ ۲۹ فروردین ۱۳۹۷ (۱۸ آوریل ۲۰۱۶) به پایان می‌رسد. در مرحله گروهی ۳۲ تیم به رقابت می‌پردازند و از آن ۳۲ تیم فقط ۱۶ تیم به مرحله حذفی صعود می‌کنند.

## قرعه کشی
قرعه‌کشی این مسابقات در تاریخ ۱۵ آذر ۱۳۹۶ (۶ دسامبر ۲۰۱۷) در خانهٔ ای‌اف‌سی واقع در شهر کوالالامپور در کشور مالزی برگزار شد. ۳۲ تیم در هشت گروه چهار تیمی قرار گرقتند. دو تیم از هر کشور در یک گروه قرار نمی‌گیرند.
تیم‌های اول و دوم هر گروه به مرحله یک‌هشتم نهایی صعود می‌کنند.
- برای منطقه غرب، سه سهمیه به صورت مستقیم از سه کشور (امارات متحده عربی، ایران و قطر) برای سید یک در گروه‌های B, A و C جای گذاری شدند. سایر تیم‌ها بر اساس قوانین ای‌اف‌سی در گروه‌ها جای گرفتند.
- برای منطقه شرق، سه سهمیه به صورت مستقیم از دو کشور (کره جنوبی و ژاپن) برای سید یک در گروه‌های E و F جای گذاری شدند. سایر تیم‌ها بر اساس قوانین ای‌اف‌سی در گروه‌ها جای گرفتند.

سی و دو تیم زیر وارد قرعه کشی مرحله گروهی شدند، به طوری که ۲۴ تیم با سهمیه مستقیم و ۸ تیم بر اساس مرحله پلی-آف شناخته می‌شوند.
| منطقه     | گروه‌های | سید ۱                 | سید ۲           | سید ۳                           | سید ۴                           |
| --------- | ------- | --------------------- | --------------- | ------------------------------- | ------------------------------- |
| منطقه غرب | AتاD    | الجزیره               | الوحده          | الوصل                           | العین (برنده پلی-آف)            |
| منطقه غرب | AتاD    | پرسپولیس              | استقلال         | تراکتورسازی                     | ذوب آهن (برنده پلی-آف)          |
| منطقه غرب | AتاD    | الدحیل                | السد            | الریان                          | الغرافه (برنده پلی-آف)          |
| منطقه غرب | AتاD    | الهلال                | الاهلی[ی۱]      | لوکوموتیو تاشکند[ی۱]            | نسف قرشی (برنده پلی-آف)         |
| منطقه شرق | EتاH    | چونبوک هیوندای موتورز | اولسان هیوندای  | ججو یونایتد                     | سوون سامسونگ (برنده پلی-آف)     |
| منطقه شرق | EتاH    | کاوازاکی فرونتال      | سرزو اوساکا[ی۲] | کاشیما آنتلرز                   | کاشیوا ریسول (برنده پلی-آف)     |
| منطقه شرق | EتاH    | گوانگ‌ژو اورگراند      | شانگهای شنهوآ   | تیانجین چوانجیان (برنده پلی-آف) | شانگهای اس‌آی‌پی‌جی (برنده پلی-آف) |
| منطقه شرق | EتاH    | سیدنی                 | کیتچی[ی۳]       | ملبورن ویکتوری                  | بوریرام یونایتد[ی۳]             |

## گروه‌ها

### گروه A
| تیم         | بازی | برد | مساوی | باخت | گل‌زده | گل‌خورده | تفاضل‌گل | امتیاز |
| ----------- | ---- | --- | ----- | ---- | ----- | ------- | ------- | ------ |
| الاهلی      | ۶    | ۴   | ۲     | ۰    | ۹     | ۴       | ۵+      | ۱۳     |
| الجزیره     | ۶    | ۲   | ۲     | ۲    | ۹     | ۹       | ۰       | ۸ [ب]  |
| الغرافه     | ۶    | ۲   | ۲     | ۲    | ۱۲    | ۹       | ۳+      | ۸ [ب]  |
| تراكتورسازی | ۶    | ۰   | ۲     | ۴    | ۲     | ۱۰      | ۸-      | ۲      |

|         | الجزیره | الاهلی | تراکتور | الغرافه |
| ------- | ------- | ------ | ------- | ------- |
| الجزیره | —       | ۱–۲    | ۰-۰     | ۲-۳     |
| الاهلی  | ۱-۲     | —      | ۰-۲     | ۱-۱     |
| تراکتور | ۱-۱     | ۱-۰    | —       | ۱–۳     |
| الغرافه | ۳-۲     | ۱-۱    | ۰-۳     | —       |

یادداشت:
1. ^ ب. نتایج مسابقات رو در رو: الجزیره ۳–۲ الغرافه،  الغرافه ۲–۳ الجزیره.

| ۲۳ بهمن ۱۳۹۶ یوتی‌سی ۴:۰۰+ ۱۹:۳۰ | الجزیره                                | ۳ – ۲ | الغرافه                 | ورزشگاه محمد بن زاید، ابوظبی تماشاگران: ۴٬۱۳۸ داور: پیتر گرین (استرالیا) |
| ۲۳ بهمن ۱۳۹۶ یوتی‌سی ۴:۰۰+ ۱۹:۳۰ | رومارینیو ۱۰' · مبخوت ۲۷' · العطاس ۶۹' |       | ۱۱' طارمی · ۷۱' اسنایدر | ورزشگاه محمد بن زاید، ابوظبی تماشاگران: ۴٬۱۳۸ داور: پیتر گرین (استرالیا) |
| ۲۳ بهمن ۱۳۹۶ یوتی‌سی ۴:۰۰+ ۱۹:۳۰ |                                        |       |                         | ورزشگاه محمد بن زاید، ابوظبی تماشاگران: ۴٬۱۳۸ داور: پیتر گرین (استرالیا) |

| ۲۳ بهمن ۱۳۹۶ یوتی‌سی ۴:۰۰+ ۱۹:۳۰ | تراکتورسازی | ۰ – ۱     | الاهلی | ورزشگاه السیب، السیب [ی۴] تماشاگران: ۱٬۲۵۳ داور: جامپی آیدا (ژاپن) |
| ۲۳ بهمن ۱۳۹۶ یوتی‌سی ۴:۰۰+ ۱۹:۳۰ |             | ۶۷' عسیری |        | ورزشگاه السیب، السیب [ی۴] تماشاگران: ۱٬۲۵۳ داور: جامپی آیدا (ژاپن) |
| ۲۳ بهمن ۱۳۹۶ یوتی‌سی ۴:۰۰+ ۱۹:۳۰ |             |           |        | ورزشگاه السیب، السیب [ی۴] تماشاگران: ۱٬۲۵۳ داور: جامپی آیدا (ژاپن) |

| ۳۰ بهمن ۱۳۹۶ یوتی‌سی ۴:۰۰+ ۱۸:۰۰ | الغرافه                              | ۳–۰ | تراکتورسازی | ورزشگاه ثانی بن جاسم، دوحه تماشاگران: ۲٬۸۳۳ داور: لی کوک من (هنگ کنگ) |
| ۳۰ بهمن ۱۳۹۶ یوتی‌سی ۴:۰۰+ ۱۸:۰۰ | طارمی ۱۱'، ۹۰+۴' · گریکوف ۲۱' (خودی) |     |             | ورزشگاه ثانی بن جاسم، دوحه تماشاگران: ۲٬۸۳۳ داور: لی کوک من (هنگ کنگ) |
| ۳۰ بهمن ۱۳۹۶ یوتی‌سی ۴:۰۰+ ۱۸:۰۰ |                                      |     |             | ورزشگاه ثانی بن جاسم، دوحه تماشاگران: ۲٬۸۳۳ داور: لی کوک من (هنگ کنگ) |

| ۳۰ بهمن ۱۳۹۶ یوتی‌سی ۳:۰۰+ ۲۰:۱۰ | الاهلی                          | ۲–۱ | الجزیره             | ورزشگاه ملک عبدالله، جده تماشاگران: ۱۴٬۴۷۷ داور: هتیکامکانامجه پررا (سریلانکا) |
| ۳۰ بهمن ۱۳۹۶ یوتی‌سی ۳:۰۰+ ۲۰:۱۰ | الجاسم ۱۰' · عسیری ۷۰' (پنالتی) |     | ۸۹' (خودی) المسیلیم | ورزشگاه ملک عبدالله، جده تماشاگران: ۱۴٬۴۷۷ داور: هتیکامکانامجه پررا (سریلانکا) |
| ۳۰ بهمن ۱۳۹۶ یوتی‌سی ۳:۰۰+ ۲۰:۱۰ |                                 |     |                     | ورزشگاه ملک عبدالله، جده تماشاگران: ۱۴٬۴۷۷ داور: هتیکامکانامجه پررا (سریلانکا) |

| ۱۴ اسفند ۱۳۹۶ یوتی‌سی ۴:۰۰+ ۱۸:۱۰ | الغرافه        | ۱–۱ | الاهلی    | ورزشگاه ثانی بن جاسم، دوحه تماشاگران: ۷٬۳۴۵ داور: والتین کوالنکو (ازبکستان) |
| ۱۴ اسفند ۱۳۹۶ یوتی‌سی ۴:۰۰+ ۱۸:۱۰ | کوییجادا ۹۰+۱' |     | ۶۲' بلغیث | ورزشگاه ثانی بن جاسم، دوحه تماشاگران: ۷٬۳۴۵ داور: والتین کوالنکو (ازبکستان) |
| ۱۴ اسفند ۱۳۹۶ یوتی‌سی ۴:۰۰+ ۱۸:۱۰ |                |     |           | ورزشگاه ثانی بن جاسم، دوحه تماشاگران: ۷٬۳۴۵ داور: والتین کوالنکو (ازبکستان) |

| ۱۴ اسفند ۱۳۹۶ یوتی‌سی ۴:۰۰+ ۱۹:۰۰ | الجزیره | ۰–۰ | تراکتورسازی | ورزشگاه محمد بن زاید، ابوظبی تماشاگران: ۳٬۳۶۰ داور: کیم دونگ‌جین (کره جنوبی) |
| ۱۴ اسفند ۱۳۹۶ یوتی‌سی ۴:۰۰+ ۱۹:۰۰ |         |     |             | ورزشگاه محمد بن زاید، ابوظبی تماشاگران: ۳٬۳۶۰ داور: کیم دونگ‌جین (کره جنوبی) |
| ۱۴ اسفند ۱۳۹۶ یوتی‌سی ۴:۰۰+ ۱۹:۰۰ |         |     |             | ورزشگاه محمد بن زاید، ابوظبی تماشاگران: ۳٬۳۶۰ داور: کیم دونگ‌جین (کره جنوبی) |

| ۲۲ اسفند ۱۳۹۶ یوتی‌سی ۳:۰۰+ ۲۰:۱۵ | الاهلی    | ۱–۱ | الغرافه   | ورزشگاه ملک عبدالله، جده تماشاگران: ۱۹۰۲۰ داور: کو هیونگ جین (کره جنوبی) |
| ۲۲ اسفند ۱۳۹۶ یوتی‌سی ۳:۰۰+ ۲۰:۱۵ | زکریا ۵۸' |     | ۵۶' طارمی | ورزشگاه ملک عبدالله، جده تماشاگران: ۱۹۰۲۰ داور: کو هیونگ جین (کره جنوبی) |
| ۲۲ اسفند ۱۳۹۶ یوتی‌سی ۳:۰۰+ ۲۰:۱۵ |           |     |           | ورزشگاه ملک عبدالله، جده تماشاگران: ۱۹۰۲۰ داور: کو هیونگ جین (کره جنوبی) |

| ۲۲ اسفند ۱۳۹۶ یوتی‌سی ۳:۳۰+ ۱۶:۰۰ | تراکتورسازی | ۱–۱ | الجزیره       | ورزشگاه یادگار امام، تبریز تماشاگران: ۳٬۳۶۰ داور: فو مینگ (چین) |
| ۲۲ اسفند ۱۳۹۶ یوتی‌سی ۳:۳۰+ ۱۶:۰۰ | حاتمی ۷۸'   |     | ۴۴' رومارینیو | ورزشگاه یادگار امام، تبریز تماشاگران: ۳٬۳۶۰ داور: فو مینگ (چین) |
| ۲۲ اسفند ۱۳۹۶ یوتی‌سی ۳:۳۰+ ۱۶:۰۰ |             |     |               | ورزشگاه یادگار امام، تبریز تماشاگران: ۳٬۳۶۰ داور: فو مینگ (چین) |

| ۱۴ فروردین ۱۳۹۷ یوتی‌سی ۴:۰۰+ ۱۸:۳۰ | الغرافه                   | ۲–۳ | الجزیره                        | ورزشگاه ثانی بن جاسم، دوحه تماشاگران: ۳٬۲۱۵ داور: ادهم مخدمه (اردن) |
| ۱۴ فروردین ۱۳۹۷ یوتی‌سی ۴:۰۰+ ۱۸:۳۰ | علاءالدین ۲۸' · امادو ۴۴' |     | ۱۴' رومارینیو · ۷۰'، ۹۴' مبخوت | ورزشگاه ثانی بن جاسم، دوحه تماشاگران: ۳٬۲۱۵ داور: ادهم مخدمه (اردن) |
| ۱۴ فروردین ۱۳۹۷ یوتی‌سی ۴:۰۰+ ۱۸:۳۰ |                           |     |                                | ورزشگاه ثانی بن جاسم، دوحه تماشاگران: ۳٬۲۱۵ داور: ادهم مخدمه (اردن) |

| ۱۴ فروردین ۱۳۹۷ یوتی‌سی ۳:۰۰+ ۲۰:۲۰ | الاهلی                | ۲–۰ | تراکتورسازی | ورزشگاه طحنون بن محمد، العین [ی۴] تماشاگران: ۱۰۰ داور: پیتر گرین (استرالیا) |
| ۱۴ فروردین ۱۳۹۷ یوتی‌سی ۳:۰۰+ ۲۰:۲۰ | عسیری ۴۹' · زکریا ۹۲' |     |             | ورزشگاه طحنون بن محمد، العین [ی۴] تماشاگران: ۱۰۰ داور: پیتر گرین (استرالیا) |
| ۱۴ فروردین ۱۳۹۷ یوتی‌سی ۳:۰۰+ ۲۰:۲۰ |                       |     |             | ورزشگاه طحنون بن محمد، العین [ی۴] تماشاگران: ۱۰۰ داور: پیتر گرین (استرالیا) |

| ۲۸ فروردین ۱۳۹۷ یوتی‌سی ۴:۰۰+ ۱۸:۳۰ | الجزیره       | ۱–۲ | الاهلی                | ورزشگاه محمد بن زاید، ابوظبی تماشاگران: ۶۲۱ داور: مینورو توجو (ژاپن) |
| ۲۸ فروردین ۱۳۹۷ یوتی‌سی ۴:۰۰+ ۱۸:۳۰ | رومارینیو ۶۸' |     | ۶' العمری · ۳۰' زکریا | ورزشگاه محمد بن زاید، ابوظبی تماشاگران: ۶۲۱ داور: مینورو توجو (ژاپن) |
| ۲۸ فروردین ۱۳۹۷ یوتی‌سی ۴:۰۰+ ۱۸:۳۰ |               |     |                       | ورزشگاه محمد بن زاید، ابوظبی تماشاگران: ۶۲۱ داور: مینورو توجو (ژاپن) |

| ۲۸ فروردین ۱۳۹۷ یوتی‌سی ۴:۳۰+ ۱۹:۰۰ | تراکتورسازی              | ۱–۳ | الغرافه                        | ورزشگاه یادگار امام، تبریز تماشاگران: ۱٬۵۰۰ داور: علی صباح (عراق) |
| ۲۸ فروردین ۱۳۹۷ یوتی‌سی ۴:۳۰+ ۱۹:۰۰ | ایران‌پوریان ۳۱' (پنالتی) |     | ۷۰' حسن · ۷۶' حاتم · ۸۷' طارمی | ورزشگاه یادگار امام، تبریز تماشاگران: ۱٬۵۰۰ داور: علی صباح (عراق) |
| ۲۸ فروردین ۱۳۹۷ یوتی‌سی ۴:۳۰+ ۱۹:۰۰ |                          |     |                                | ورزشگاه یادگار امام، تبریز تماشاگران: ۱٬۵۰۰ داور: علی صباح (عراق) |

### گروه B
| تیم       | بازی | برد | مساوی | باخت | گل‌زده | گل‌خورده | تفاضل‌گل | امتیاز |
| --------- | ---- | --- | ----- | ---- | ----- | ------- | ------- | ------ |
| الدحیل    | ۶    | ۶   | ۰     | ۰    | ۱۳    | ۶       | ۷+      | ۱۸     |
| ذوب‌آهن    | ۶    | ۲   | ۱     | ۳    | ۶     | ۸       | ۲-      | ۷[الف] |
| لوکوموتیو | ۶    | ۲   | ۱     | ۳    | ۱۳    | ۹       | ۴+      | ۷[الف] |
| الوحده    | ۶    | ۱   | ۰     | ۵    | ۶     | ۱۵      | ۹-      | ۳      |

|           | الدحیل | الوحده | لوکوموتیو | ذوب‌آهن |
| --------- | ------ | ------ | --------- | ------ |
| الدحیل    | —      | ۱–۰    | ۳–۲       | ۳–۱    |
| الوحده    | ۲–۳    | —      | ۴-۱       | ۰-۳    |
| لوکوموتیو | ۲-۱    | ۵–۰    | —         | ۱–۱    |
| ذوب‌آهن    | ۱-۰    | ۲–۰    | ۲–۰       | —      |

یادداشت:
1. ^ الف. نتایج مسابقات رو در رو: ذوب‌آهن ۲–۰ لوکوموتیو تاشکند،  لوکوموتیو تاشکند ۱–۱ ذوب‌آهن.

| ۲۳ بهمن ۱۳۹۶ یوتی‌سی ۵:۰۰+ ۱۶:۰۰ | لوکوموتیو تاشکند                                                    | ۵ – ۰ | الوحده | ورزشگاه لوکوموتیو، تاشکند تماشاگران: ۵٬۴۴۰ داور: مینورو توجی (ژاپن) |
| ۲۳ بهمن ۱۳۹۶ یوتی‌سی ۵:۰۰+ ۱۶:۰۰ | نیوالدو ۲۵' · علیبائوف ۵۳'، ۸۷' · سلطان ۵۵' (گل‌به‌خودی) · رشیدوف ۵۹' |       |        | ورزشگاه لوکوموتیو، تاشکند تماشاگران: ۵٬۴۴۰ داور: مینورو توجی (ژاپن) |
| ۲۳ بهمن ۱۳۹۶ یوتی‌سی ۵:۰۰+ ۱۶:۰۰ |                                                                     |       |        | ورزشگاه لوکوموتیو، تاشکند تماشاگران: ۵٬۴۴۰ داور: مینورو توجی (ژاپن) |

| ۲۳ بهمن ۱۳۹۶ یوتی‌سی ۳:۰۰+ ۱۶:۱۵ | الدحیل                       | ۳ – ۱ | ذوب آهن    | ورزشگاه عبدالله بن خلیفه، دوحه تماشاگران: ۲٬۱۵۰ داور: رایوجی ساتو (ژاپن) |
| ۲۳ بهمن ۱۳۹۶ یوتی‌سی ۳:۰۰+ ۱۶:۱۵ | بودیاف ۷۴'، ۷۶' · مساکنی ۸۴' |       | ۱۲' استنلی | ورزشگاه عبدالله بن خلیفه، دوحه تماشاگران: ۲٬۱۵۰ داور: رایوجی ساتو (ژاپن) |
| ۲۳ بهمن ۱۳۹۶ یوتی‌سی ۳:۰۰+ ۱۶:۱۵ |                              |       |            | ورزشگاه عبدالله بن خلیفه، دوحه تماشاگران: ۲٬۱۵۰ داور: رایوجی ساتو (ژاپن) |

| ۳۰ بهمن ۱۳۹۶ یوتی‌سی ۳:۳۰+ ۱۶:۰۰ | ذوب آهن                  | ۲–۰ | لوکوموتیو تاشکند | ورزشگاه فولادشهر، اصفهان تماشاگران: ۱٬۷۶۴ داور: Fu Ming (چین) |
| ۳۰ بهمن ۱۳۹۶ یوتی‌سی ۳:۳۰+ ۱۶:۰۰ | تبریزی ۴۷' · حسینی ۹۰+۲' |     |                  | ورزشگاه فولادشهر، اصفهان تماشاگران: ۱٬۷۶۴ داور: Fu Ming (چین) |
| ۳۰ بهمن ۱۳۹۶ یوتی‌سی ۳:۳۰+ ۱۶:۰۰ |                          |     |                  | ورزشگاه فولادشهر، اصفهان تماشاگران: ۱٬۷۶۴ داور: Fu Ming (چین) |

| ۳۰ بهمن ۱۳۹۶ یوتی‌سی ۴:۰۰+ ۱۸:۵۰ | الوحده                                       | ۲–۳ | الدحیل                       | ورزشگاه آل نهیان، ابوظبی تماشاگران: ۶٬۳۲۲ داور: محمد امیرول ایزوان یعقوب (مالزی) |
| ۳۰ بهمن ۱۳۹۶ یوتی‌سی ۴:۰۰+ ۱۸:۵۰ | Tagliabué ۴' (پنالتی) · باتنا ۹۰+۳' (پنالتی) |     | العربی ۵۷'، ۸۰' · بودیاف ۷۵' | ورزشگاه آل نهیان، ابوظبی تماشاگران: ۶٬۳۲۲ داور: محمد امیرول ایزوان یعقوب (مالزی) |
| ۳۰ بهمن ۱۳۹۶ یوتی‌سی ۴:۰۰+ ۱۸:۵۰ |                                              |     |                              | ورزشگاه آل نهیان، ابوظبی تماشاگران: ۶٬۳۲۲ داور: محمد امیرول ایزوان یعقوب (مالزی) |

| ۱۵ اسفند ۱۳۹۶ یوتی‌سی ۳:۳۰+ ۱۶:۰۰ | ذوب آهن         | ۲–۰ | الوحده | ورزشگاه فولادشهر، اصفهان تماشاگران: ۳٬۱۱۴ داور: فو مینگ (چین) |
| ۱۵ اسفند ۱۳۹۶ یوتی‌سی ۳:۳۰+ ۱۶:۰۰ | تبریزی ۳۴'، ۷۳' |     |        | ورزشگاه فولادشهر، اصفهان تماشاگران: ۳٬۱۱۴ داور: فو مینگ (چین) |
| ۱۵ اسفند ۱۳۹۶ یوتی‌سی ۳:۳۰+ ۱۶:۰۰ |                 |     |        | ورزشگاه فولادشهر، اصفهان تماشاگران: ۳٬۱۱۴ داور: فو مینگ (چین) |

| ۱۵ اسفند ۱۳۹۶ یوتی‌سی ۳:۰۰+ ۱۸:۵۰ | الدحیل | ۲–۳ | لوکوموتیو تاشکند | ورزشگاه عبدالله بن خلیفه، دوحه تماشاگران: ۶٬۳۲۲ داور: محمد امیرول ایزوان یعقوب (مالزی) |
| ۱۵ اسفند ۱۳۹۶ یوتی‌سی ۳:۰۰+ ۱۸:۵۰ |        |     |                  | ورزشگاه عبدالله بن خلیفه، دوحه تماشاگران: ۶٬۳۲۲ داور: محمد امیرول ایزوان یعقوب (مالزی) |
| ۱۵ اسفند ۱۳۹۶ یوتی‌سی ۳:۰۰+ ۱۸:۵۰ |        |     |                  | ورزشگاه عبدالله بن خلیفه، دوحه تماشاگران: ۶٬۳۲۲ داور: محمد امیرول ایزوان یعقوب (مالزی) |

| ۲۱ اسفند ۱۳۹۶ یوتی‌سی ۴:۰۰+ ۱۹:۰۰ | الوحده | ۳–۰ | ذوب آهن | ورزشگاه آل نهیان، ابوظبی تماشاگران: ۱٬۸۳۹ داور: جرد گیلت (استرالیا) |
| ۲۱ اسفند ۱۳۹۶ یوتی‌سی ۴:۰۰+ ۱۹:۰۰ |        |     |         | ورزشگاه آل نهیان، ابوظبی تماشاگران: ۱٬۸۳۹ داور: جرد گیلت (استرالیا) |
| ۲۱ اسفند ۱۳۹۶ یوتی‌سی ۴:۰۰+ ۱۹:۰۰ |        |     |         | ورزشگاه آل نهیان، ابوظبی تماشاگران: ۱٬۸۳۹ داور: جرد گیلت (استرالیا) |

| ۲۱ اسفند ۱۳۹۶ یوتی‌سی ۵:۰۰+ ۱۷:۰۰ | لوکوموتیو تاشکند | ۱–۲ | الدحیل | ورزشگاه لوکوموتیو، تاشکند تماشاگران: ۶٬۳۷۵ |
| ۲۱ اسفند ۱۳۹۶ یوتی‌سی ۵:۰۰+ ۱۷:۰۰ |                  |     |        | ورزشگاه لوکوموتیو، تاشکند تماشاگران: ۶٬۳۷۵ |
| ۲۱ اسفند ۱۳۹۶ یوتی‌سی ۵:۰۰+ ۱۷:۰۰ |                  |     |        | ورزشگاه لوکوموتیو، تاشکند تماشاگران: ۶٬۳۷۵ |

| ۱۴ فروردین ۱۳۹۷ یوتی‌سی ۳:۳۰+ ۱۸:۴۵ | ذوب آهن | ۰–۱ | الدحیل | ورزشگاه فولادشهر، اصفهان تماشاگران: ۴٬۷۶۰ داور: نیورون روبش قئیمی (سریلانکا) |
| ۱۴ فروردین ۱۳۹۷ یوتی‌سی ۳:۳۰+ ۱۸:۴۵ |         |     |        | ورزشگاه فولادشهر، اصفهان تماشاگران: ۴٬۷۶۰ داور: نیورون روبش قئیمی (سریلانکا) |
| ۱۴ فروردین ۱۳۹۷ یوتی‌سی ۳:۳۰+ ۱۸:۴۵ |         |     |        | ورزشگاه فولادشهر، اصفهان تماشاگران: ۴٬۷۶۰ داور: نیورون روبش قئیمی (سریلانکا) |

| ۱۴ فروردین ۱۳۹۷ یوتی‌سی ۴:۰۰+ ۱۹:۱۰ | الوحده | ۱–۴ | لوکوموتیو تاشکند | ورزشگاه آل نهیان، ابوظبی تماشاگران: ۳٬۶۷۸ داور: لی کوک من (هنگ کنگ) |
| ۱۴ فروردین ۱۳۹۷ یوتی‌سی ۴:۰۰+ ۱۹:۱۰ |        |     |                  | ورزشگاه آل نهیان، ابوظبی تماشاگران: ۳٬۶۷۸ داور: لی کوک من (هنگ کنگ) |
| ۱۴ فروردین ۱۳۹۷ یوتی‌سی ۴:۰۰+ ۱۹:۱۰ |        |     |                  | ورزشگاه آل نهیان، ابوظبی تماشاگران: ۳٬۶۷۸ داور: لی کوک من (هنگ کنگ) |

| ۲۸ فروردین ۱۳۹۷ یوتی‌سی ۳:۰۰+ ۱۷:۰۰ | الدحیل | ۱–۰ | الوحده | ورزشگاه عبدالله بن خلیفه، دوحه تماشاگران: ۷۰۰ |
| ۲۸ فروردین ۱۳۹۷ یوتی‌سی ۳:۰۰+ ۱۷:۰۰ |        |     |        | ورزشگاه عبدالله بن خلیفه، دوحه تماشاگران: ۷۰۰ |
| ۲۸ فروردین ۱۳۹۷ یوتی‌سی ۳:۰۰+ ۱۷:۰۰ |        |     |        | ورزشگاه عبدالله بن خلیفه، دوحه تماشاگران: ۷۰۰ |

| ۲۸ فروردین ۱۳۹۷ یوتی‌سی ۵:۰۰+ ۱۹:۰۰ | لوکوموتیو تاشکند | ۱–۱ | ذوب آهن    | ورزشگاه لوکوموتیو، تاشکند تماشاگران: ۴٬۲۱۲ داور: کو هیونگ جین (کره جنوبی) |
| ۲۸ فروردین ۱۳۹۷ یوتی‌سی ۵:۰۰+ ۱۹:۰۰ | توختاخوجائف ۹۰'  |     | ۲۵' تبریزی | ورزشگاه لوکوموتیو، تاشکند تماشاگران: ۴٬۲۱۲ داور: کو هیونگ جین (کره جنوبی) |
| ۲۸ فروردین ۱۳۹۷ یوتی‌سی ۵:۰۰+ ۱۹:۰۰ |                  |     |            | ورزشگاه لوکوموتیو، تاشکند تماشاگران: ۴٬۲۱۲ داور: کو هیونگ جین (کره جنوبی) |

### گروه C
| تیم      | بازی | برد | مساوی | باخت | گل‌زده | گل‌خورده | تفاضل‌گل | امتیاز |
| -------- | ---- | --- | ----- | ---- | ----- | ------- | ------- | ------ |
| پرسپولیس | ۶    | ۴   | ۱     | ۱    | ۸     | ۳       | ۵+      | ۱۳     |
| السد     | ۶    | ۴   | ۰     | ۲    | ۱۱    | ۵       | ۶+      | ۱۲     |
| نسف قرشی | ۶    | ۳   | ۱     | ۲    | ۴     | ۸       | ۴-      | ۱۰     |
| الوصل    | ۶    | ۰   | ۰     | ۶    | ۳     | ۱۰      | ۷-      | ۰      |

|          | پرسپولیس | السد | الوصل | نسف‌قرشی |
| -------- | -------- | ---- | ----- | ------- |
| پرسپولیس | —        | ۰-۱  | ۰-۲   | ۳–۰     |
| السد     | ۱-۳      | —    | ۱-۲   | ۰-۴     |
| الوصل    | ۱-۰      | ۲-۱  | —     | ۲-۱     |
| نسف‌قرشی  | ۰-۰      | ۰-۱  | ۰-۱   | —       |

| ۲۴ بهمن ۱۳۹۶ یوتی‌سی ۳:۳۰+ ۱۷:۱۵ | پرسپولیس                   | ۳ – ۰ | نسف قرشی | ورزشگاه آزادی، تهران تماشاگران: ۲۵٬۸۳۰ |
| ۲۴ بهمن ۱۳۹۶ یوتی‌سی ۳:۳۰+ ۱۷:۱۵ | منشا ۲۰' · علیپور ۶۶'، ۷۱' |       |          | ورزشگاه آزادی، تهران تماشاگران: ۲۵٬۸۳۰ |
| ۲۴ بهمن ۱۳۹۶ یوتی‌سی ۳:۳۰+ ۱۷:۱۵ |                            |       |          | ورزشگاه آزادی، تهران تماشاگران: ۲۵٬۸۳۰ |

| ۲۴ بهمن ۱۳۹۶ یوتی‌سی ۴:۰۰+ ۱۹:۰۰ | الوصل          | ۱–۲ | السد            | ورزشگاه زعبیل، دبی تماشاگران: ۵٬۸۹۵ داور: Ko Hyung-jin (کره جنوبی) |
| ۲۴ بهمن ۱۳۹۶ یوتی‌سی ۴:۰۰+ ۱۹:۰۰ | فابیو لیما ۲۶' |     | ۷۹'، ۹۰' بونجاح | ورزشگاه زعبیل، دبی تماشاگران: ۵٬۸۹۵ داور: Ko Hyung-jin (کره جنوبی) |
| ۲۴ بهمن ۱۳۹۶ یوتی‌سی ۴:۰۰+ ۱۹:۰۰ |                |     |                 | ورزشگاه زعبیل، دبی تماشاگران: ۵٬۸۹۵ داور: Ko Hyung-jin (کره جنوبی) |

| ۱ اسفند ۱۳۹۶ یوتی‌سی ۵:۰۰+ ۱۸:۰۰ | نسف قرشی  | ۱–۰ | الوصل | ورزشگاه مرکزی قرشی، نخشب تماشاگران: ۱۲٬۳۴۸ داور: Jarred Gillett (استرالیا) |
| ۱ اسفند ۱۳۹۶ یوتی‌سی ۵:۰۰+ ۱۸:۰۰ | گلبان ۵۷' |     |       | ورزشگاه مرکزی قرشی، نخشب تماشاگران: ۱۲٬۳۴۸ داور: Jarred Gillett (استرالیا) |
| ۱ اسفند ۱۳۹۶ یوتی‌سی ۵:۰۰+ ۱۸:۰۰ |           |     |       | ورزشگاه مرکزی قرشی، نخشب تماشاگران: ۱۲٬۳۴۸ داور: Jarred Gillett (استرالیا) |

| ۱ اسفند ۱۳۹۶ یوتی‌سی ۳:۰۰+ ۱۸:۳۰ | السد                       | ۳–۱ | پرسپولیس    | ورزشگاه جاسم بن حمد، دوحه تماشاگران: ۵٬۸۴۲ داور: Muhammad Taqi (سنگاپور) |
| ۱ اسفند ۱۳۹۶ یوتی‌سی ۳:۰۰+ ۱۸:۳۰ | بونجاح ۳۶'، ۵۱' · خوخی ۶۶' |     | ۹۰+۴' نعمتی | ورزشگاه جاسم بن حمد، دوحه تماشاگران: ۵٬۸۴۲ داور: Muhammad Taqi (سنگاپور) |
| ۱ اسفند ۱۳۹۶ یوتی‌سی ۳:۰۰+ ۱۸:۳۰ |                            |     |             | ورزشگاه جاسم بن حمد، دوحه تماشاگران: ۵٬۸۴۲ داور: Muhammad Taqi (سنگاپور) |

| ۱۴ اسفند ۱۳۹۶ یوتی‌سی ۵:۰۰+ ۱۸:۳۰ | نسف قرشی | ۱–۰ | السد | ورزشگاه مرکزی قرشی، نخشب تماشاگران: ۲۰٬۹۷۸ |
| ۱۴ اسفند ۱۳۹۶ یوتی‌سی ۵:۰۰+ ۱۸:۳۰ |          |     |      | ورزشگاه مرکزی قرشی، نخشب تماشاگران: ۲۰٬۹۷۸ |
| ۱۴ اسفند ۱۳۹۶ یوتی‌سی ۵:۰۰+ ۱۸:۳۰ |          |     |      | ورزشگاه مرکزی قرشی، نخشب تماشاگران: ۲۰٬۹۷۸ |

| ۱۴ اسفند ۱۳۹۶ یوتی‌سی ۳:۳۰+ ۱۷:۱۵ | پرسپولیس                           | ۲–۰ | الوصل | ورزشگاه آزادی، تهران تماشاگران: ۳۳٬۱۷۰ داور: علی صباح (عراق) |
| ۱۴ اسفند ۱۳۹۶ یوتی‌سی ۳:۳۰+ ۱۷:۱۵ | احمدزاده ۳۶' · علیپور ۴۱' (پنالتی) |     |       | ورزشگاه آزادی، تهران تماشاگران: ۳۳٬۱۷۰ داور: علی صباح (عراق) |
| ۱۴ اسفند ۱۳۹۶ یوتی‌سی ۳:۳۰+ ۱۷:۱۵ |                                    |     |       | ورزشگاه آزادی، تهران تماشاگران: ۳۳٬۱۷۰ داور: علی صباح (عراق) |

| ۲۲ اسفند ۱۳۹۶ یوتی‌سی ۳:۰۰+ ۱۸:۱۵ | السد | ۴–۰ | نسف قرشی | ورزشگاه جاسم بن حمد، دوحه تماشاگران: ۴٬۱۳۳ |
| ۲۲ اسفند ۱۳۹۶ یوتی‌سی ۳:۰۰+ ۱۸:۱۵ |      |     |          | ورزشگاه جاسم بن حمد، دوحه تماشاگران: ۴٬۱۳۳ |
| ۲۲ اسفند ۱۳۹۶ یوتی‌سی ۳:۰۰+ ۱۸:۱۵ |      |     |          | ورزشگاه جاسم بن حمد، دوحه تماشاگران: ۴٬۱۳۳ |

| ۲۲ اسفند ۱۳۹۶ یوتی‌سی ۴:۰۰+ ۱۹:۱۵ | الوصل | ۰–۱            | پرسپولیس | ورزشگاه زعبیل، دبی تماشاگران: ۵٬۸۴۱ داور: ما نینگ (چین) |
| ۲۲ اسفند ۱۳۹۶ یوتی‌سی ۴:۰۰+ ۱۹:۱۵ |       | ۳۷' کامیابی‌نیا |          | ورزشگاه زعبیل، دبی تماشاگران: ۵٬۸۴۱ داور: ما نینگ (چین) |
| ۲۲ اسفند ۱۳۹۶ یوتی‌سی ۴:۰۰+ ۱۹:۱۵ |       |                |          | ورزشگاه زعبیل، دبی تماشاگران: ۵٬۸۴۱ داور: ما نینگ (چین) |

| ۱۳ فروردین ۱۳۹۷ یوتی‌سی ۵:۰۰+ ۱۹:۳۰ | نسف قرشی | ۰–۰ | پرسپولیس | ورزشگاه مرکزی قرشی، نخشب تماشاگران: ۱۸٬۳۴۹ داور: علی عبدالنبی (بحرین) |
| ۱۳ فروردین ۱۳۹۷ یوتی‌سی ۵:۰۰+ ۱۹:۳۰ |          |     |          | ورزشگاه مرکزی قرشی، نخشب تماشاگران: ۱۸٬۳۴۹ داور: علی عبدالنبی (بحرین) |
| ۱۳ فروردین ۱۳۹۷ یوتی‌سی ۵:۰۰+ ۱۹:۳۰ |          |     |          | ورزشگاه مرکزی قرشی، نخشب تماشاگران: ۱۸٬۳۴۹ داور: علی عبدالنبی (بحرین) |

| ۱۳ فروردین ۱۳۹۷ یوتی‌سی ۳:۰۰+ ۱۹:۰۰ | السد | ۲–۱ | الوصل | ورزشگاه جاسم بن حمد، دوحه تماشاگران: ۵٬۱۶۹ |
| ۱۳ فروردین ۱۳۹۷ یوتی‌سی ۳:۰۰+ ۱۹:۰۰ |      |     |       | ورزشگاه جاسم بن حمد، دوحه تماشاگران: ۵٬۱۶۹ |
| ۱۳ فروردین ۱۳۹۷ یوتی‌سی ۳:۰۰+ ۱۹:۰۰ |      |     |       | ورزشگاه جاسم بن حمد، دوحه تماشاگران: ۵٬۱۶۹ |

| ۲۷ فروردین ۱۳۹۷ یوتی‌سی ۴:۳۰+ ۱۹:۳۰ | پرسپولیس                 | ۱–۰ | السد | ورزشگاه آزادی، تهران تماشاگران: ۳۲٬۱۷۰ داور: Hettikamkanamge Perera (سریلانکا) |
| ۲۷ فروردین ۱۳۹۷ یوتی‌سی ۴:۳۰+ ۱۹:۳۰ | پورعلی‌گنجی ۳' (گل‌به‌خودی) |     |      | ورزشگاه آزادی، تهران تماشاگران: ۳۲٬۱۷۰ داور: Hettikamkanamge Perera (سریلانکا) |
| ۲۷ فروردین ۱۳۹۷ یوتی‌سی ۴:۳۰+ ۱۹:۳۰ |                          |     |      | ورزشگاه آزادی، تهران تماشاگران: ۳۲٬۱۷۰ داور: Hettikamkanamge Perera (سریلانکا) |

| ۲۷ فروردین ۱۳۹۷ یوتی‌سی ۴:۰۰+ ۱۹:۰۰ | الوصل | ۱–۲ | نسف قرشی | ورزشگاه زعبیل، دبی تماشاگران: ۲۵۰ |
| ۲۷ فروردین ۱۳۹۷ یوتی‌سی ۴:۰۰+ ۱۹:۰۰ |       |     |          | ورزشگاه زعبیل، دبی تماشاگران: ۲۵۰ |
| ۲۷ فروردین ۱۳۹۷ یوتی‌سی ۴:۰۰+ ۱۹:۰۰ |       |     |          | ورزشگاه زعبیل، دبی تماشاگران: ۲۵۰ |

### گروه D
| تیم     | بازی | برد | مساوی | باخت | گل‌زده | گل‌خورده | تفاضل‌گل | امتیاز |
| ------- | ---- | --- | ----- | ---- | ----- | ------- | ------- | ------ |
| استقلال | ۶    | ۳   | ۳     | ۰    | ۹     | ۵       | ۴+      | ۱۲     |
| العین   | ۶    | ۲   | ۴     | ۰    | ۱۰    | ۶       | ۴+      | ۱۰     |
| الریان  | ۶    | ۱   | ۳     | ۲    | ۷     | ۱۱      | ۴-      | ۶      |
| الهلال  | ۶    | ۰   | ۲     | ۴    | ۳     | ۷       | ۴-      | ۲      |

|         | الهلال | استقلال | الریان | العین |
| ------- | ------ | ------- | ------ | ----- |
| الهلال  | —      | ۱-۰     | ۱–۱    | ۰–۰   |
| استقلال | ۱–۰    | —       | ۰-۲    | ۱–۱   |
| الریان  | ۱–۲    | ۲–۲     | —      | ۴-۱   |
| العین   | ۱-۲    | ۲–۲     | ۱–۱    | —     |

| ۲۴ بهمن ۱۳۹۶ یوتی‌سی ۳:۰۰+ ۲۰:۲۵ | الهلال | ۰–۰ | العین | ورزشگاه فیصل بن فهد، ریاض تماشاگران: ۲۴٬۰۱۰ داور: Ahmed Al-Kaf (عمان) |
| ۲۴ بهمن ۱۳۹۶ یوتی‌سی ۳:۰۰+ ۲۰:۲۵ |        |     |       | ورزشگاه فیصل بن فهد، ریاض تماشاگران: ۲۴٬۰۱۰ داور: Ahmed Al-Kaf (عمان) |
| ۲۴ بهمن ۱۳۹۶ یوتی‌سی ۳:۰۰+ ۲۰:۲۵ |        |     |       | ورزشگاه فیصل بن فهد، ریاض تماشاگران: ۲۴٬۰۱۰ داور: Ahmed Al-Kaf (عمان) |

| ۲۴ بهمن ۱۳۹۶ یوتی‌سی ۳:۰۰+ ۱۸:۱۰ | الریان                   | ۲ – ۲ | استقلال                           | ورزشگاه جاسم بن حمد، دوحه تماشاگران: ۵٬۰۳۸ داور: Hettikamkanamge Perera (سریلانکا) |
| ۲۴ بهمن ۱۳۹۶ یوتی‌سی ۳:۰۰+ ۱۸:۱۰ | حمدالله ۱۸' · تاباتا ۲۸' |       | تاباتا ۶' (گل‌به‌خودی) · قربانی ۸۸' | ورزشگاه جاسم بن حمد، دوحه تماشاگران: ۵٬۰۳۸ داور: Hettikamkanamge Perera (سریلانکا) |
| ۲۴ بهمن ۱۳۹۶ یوتی‌سی ۳:۰۰+ ۱۸:۱۰ |                          |       |                                   | ورزشگاه جاسم بن حمد، دوحه تماشاگران: ۵٬۰۳۸ داور: Hettikamkanamge Perera (سریلانکا) |

| ۱ اسفند ۱۳۹۶ یوتی‌سی ۴:۰۰+ ۱۹:۱۰ | العین | ۱–۱ | الریان | ورزشگاه هزاع بن زاید، العین تماشاگران: ۸٬۸۵۶ |
| ۱ اسفند ۱۳۹۶ یوتی‌سی ۴:۰۰+ ۱۹:۱۰ |       |     |        | ورزشگاه هزاع بن زاید، العین تماشاگران: ۸٬۸۵۶ |
| ۱ اسفند ۱۳۹۶ یوتی‌سی ۴:۰۰+ ۱۹:۱۰ |       |     |        | ورزشگاه هزاع بن زاید، العین تماشاگران: ۸٬۸۵۶ |

| ۱ اسفند ۱۳۹۶ یوتی‌سی ۳:۳۰+ ۱۹:۳۰ | استقلال  | ۱–۰ | الهلال | ورزشگاه السیب، السیب [ی۴] تماشاگران: ۴٬۱۷۵ داور: ریوجی ساتو (ژاپن) |
| ۱ اسفند ۱۳۹۶ یوتی‌سی ۳:۳۰+ ۱۹:۳۰ | تیام ۴۶' |     |        | ورزشگاه السیب، السیب [ی۴] تماشاگران: ۴٬۱۷۵ داور: ریوجی ساتو (ژاپن) |
| ۱ اسفند ۱۳۹۶ یوتی‌سی ۳:۳۰+ ۱۹:۳۰ |          |     |        | ورزشگاه السیب، السیب [ی۴] تماشاگران: ۴٬۱۷۵ داور: ریوجی ساتو (ژاپن) |

| ۱۵ اسفند ۱۳۹۶ یوتی‌سی ۴:۰۰+ ۱۹:۲۰ | العین                       | ۲–۲ | استقلال       | ورزشگاه هزاع بن زاید، العین تماشاگران: ۱۰٬۰۳۶ داور: محمد امیرول ایزوان یعقوب (مالزی) |
| ۱۵ اسفند ۱۳۹۶ یوتی‌سی ۴:۰۰+ ۱۹:۲۰ | بری ۶۳' · خلیل ۸۹' (پنالتی) |     | ۵۲'، ۷۷' تیام | ورزشگاه هزاع بن زاید، العین تماشاگران: ۱۰٬۰۳۶ داور: محمد امیرول ایزوان یعقوب (مالزی) |
| ۱۵ اسفند ۱۳۹۶ یوتی‌سی ۴:۰۰+ ۱۹:۲۰ |                             |     |               | ورزشگاه هزاع بن زاید، العین تماشاگران: ۱۰٬۰۳۶ داور: محمد امیرول ایزوان یعقوب (مالزی) |

| ۱۵ اسفند ۱۳۹۶ یوتی‌سی ۳:۰۰+ ۲۰:۱۵ | الهلال | ۱–۱ | الریان | ورزشگاه فیصل بن فهد، ریاض تماشاگران: ۲۲٬۵۳۵ |
| ۱۵ اسفند ۱۳۹۶ یوتی‌سی ۳:۰۰+ ۲۰:۱۵ |        |     |        | ورزشگاه فیصل بن فهد، ریاض تماشاگران: ۲۲٬۵۳۵ |
| ۱۵ اسفند ۱۳۹۶ یوتی‌سی ۳:۰۰+ ۲۰:۱۵ |        |     |        | ورزشگاه فیصل بن فهد، ریاض تماشاگران: ۲۲٬۵۳۵ |

| ۲۱ اسفند ۱۳۹۶ یوتی‌سی ۳:۳۰+ ۱۹:۰۰ | استقلال           | ۱–۱ | العین       | ورزشگاه آزادی، تهران تماشاگران: ۹۰٬۰۰۰ داور: لی کوک من (هنگ کنگ) |
| ۲۱ اسفند ۱۳۹۶ یوتی‌سی ۳:۳۰+ ۱۹:۰۰ | تیام ۴۲' (پنالتی) |     | ۷۸' شیوتانی | ورزشگاه آزادی، تهران تماشاگران: ۹۰٬۰۰۰ داور: لی کوک من (هنگ کنگ) |
| ۲۱ اسفند ۱۳۹۶ یوتی‌سی ۳:۳۰+ ۱۹:۰۰ |                   |     |             | ورزشگاه آزادی، تهران تماشاگران: ۹۰٬۰۰۰ داور: لی کوک من (هنگ کنگ) |

| ۲۱ اسفند ۱۳۹۶ یوتی‌سی ۳:۰۰+ ۱۸:۱۵ | الریان | ۲–۱ | الهلال | ورزشگاه جاسم بن حمد، دوحه تماشاگران: ۹٬۱۳۸ |
| ۲۱ اسفند ۱۳۹۶ یوتی‌سی ۳:۰۰+ ۱۸:۱۵ |        |     |        | ورزشگاه جاسم بن حمد، دوحه تماشاگران: ۹٬۱۳۸ |
| ۲۱ اسفند ۱۳۹۶ یوتی‌سی ۳:۰۰+ ۱۸:۱۵ |        |     |        | ورزشگاه جاسم بن حمد، دوحه تماشاگران: ۹٬۱۳۸ |

| ۱۳ فروردین ۱۳۹۷ یوتی‌سی ۴:۰۰+ ۱۹:۳۰ | العین | ۲–۱ | الهلال | ورزشگاه هزاع بن زاید، العین تماشاگران: ۱۵٬۱۲۶ |
| ۱۳ فروردین ۱۳۹۷ یوتی‌سی ۴:۰۰+ ۱۹:۳۰ |       |     |        | ورزشگاه هزاع بن زاید، العین تماشاگران: ۱۵٬۱۲۶ |
| ۱۳ فروردین ۱۳۹۷ یوتی‌سی ۴:۰۰+ ۱۹:۳۰ |       |     |        | ورزشگاه هزاع بن زاید، العین تماشاگران: ۱۵٬۱۲۶ |

| ۱۳ فروردین ۱۳۹۷ یوتی‌سی ۴:۳۰+ ۲۰:۰۰ | استقلال                        | ۲–۰ | الریان | ورزشگاه آزادی، تهران تماشاگران: ۳۷٬۲۲۱ داور: کمی دونگ جین (کره جنوبی) |
| ۱۳ فروردین ۱۳۹۷ یوتی‌سی ۴:۳۰+ ۲۰:۰۰ | چپاروف ۴' · غفوری ۵۸' (پنالتی) |     |        | ورزشگاه آزادی، تهران تماشاگران: ۳۷٬۲۲۱ داور: کمی دونگ جین (کره جنوبی) |
| ۱۳ فروردین ۱۳۹۷ یوتی‌سی ۴:۳۰+ ۲۰:۰۰ |                                |     |        | ورزشگاه آزادی، تهران تماشاگران: ۳۷٬۲۲۱ داور: کمی دونگ جین (کره جنوبی) |

| ۲۷ فروردین ۱۳۹۷ یوتی‌سی ۳:۰۰+ ۲۰:۰۰ | الهلال | ۰–۱       | استقلال | ورزشگاه باشگاه ورزشی الکویت، کویت [ی۴] تماشاگران: ۴٬۵۰۰ داور: هیرویوکا کیمورا (ژاپن) |
| ۲۷ فروردین ۱۳۹۷ یوتی‌سی ۳:۰۰+ ۲۰:۰۰ |        | ۳۶' غفوری |         | ورزشگاه باشگاه ورزشی الکویت، کویت [ی۴] تماشاگران: ۴٬۵۰۰ داور: هیرویوکا کیمورا (ژاپن) |
| ۲۷ فروردین ۱۳۹۷ یوتی‌سی ۳:۰۰+ ۲۰:۰۰ |        |           |         | ورزشگاه باشگاه ورزشی الکویت، کویت [ی۴] تماشاگران: ۴٬۵۰۰ داور: هیرویوکا کیمورا (ژاپن) |

| ۲۷ فروردین ۱۳۹۷ یوتی‌سی ۳:۰۰+ ۱۸:۴۵ | الریان | ۱–۴ | العین | ورزشگاه جاسم بن حمد، دوحه تماشاگران: ۶٬۱۷۸ |
| ۲۷ فروردین ۱۳۹۷ یوتی‌سی ۳:۰۰+ ۱۸:۴۵ |        |     |       | ورزشگاه جاسم بن حمد، دوحه تماشاگران: ۶٬۱۷۸ |
| ۲۷ فروردین ۱۳۹۷ یوتی‌سی ۳:۰۰+ ۱۸:۴۵ |        |     |       | ورزشگاه جاسم بن حمد، دوحه تماشاگران: ۶٬۱۷۸ |

### گروه E
| تیم                   | بازی | برد | مساوی | باخت | گل‌زده | گل‌خورده | تفاضل‌گل | امتیاز |
| --------------------- | ---- | --- | ----- | ---- | ----- | ------- | ------- | ------ |
| چونبوک هیوندای موتورز | ۶    | ۵   | ۰     | ۱    | ۲۲    | ۹       | ۱۳+     | ۱۵     |
| تیانجین چوانجیان      | ۶    | ۴   | ۱     | ۱    | ۱۵    | ۱۱      | ۴+      | ۱۳     |
| کاشیوا ریسول          | ۶    | ۱   | ۱     | ۴    | ۶     | ۱۰      | ۴-      | ۴      |
| کیتچی                 | ۶    | ۱   | ۰     | ۵    | ۱     | ۱۴      | ۱۳-     | ۳      |

|         | چونبوک | کیتچی | تیانجین | کاشیوا |
| ------- | ------ | ----- | ------- | ------ |
| چونبوک  | —      | ۳–۰   | ۳-۶     | ۳–۲    |
| کیتچی   | ۶-۰    | —     | ۱-۰     | ۰-۱    |
| تیانجین | ۲-۴    | ۳–۰   | —       | ۳–۲    |
| کاشیوا  | ۲-۰    | ۰-۱   | ۱-۱     | —      |

| ۲۴ بهمن ۱۳۹۶ یوتی‌سی ۹:۰۰+ ۱۹:۳۰ | چونبوک هیوندای موتورز                 | ۳–۲ | کاشیوا ریسول         | ورزشگاه جام‌جهانی جئونجو، جئونجو تماشاگران: ۸٬۷۰۴ داور: علیرضا فغانی (ایران) |
| ۲۴ بهمن ۱۳۹۶ یوتی‌سی ۹:۰۰+ ۱۹:۳۰ | لی دونگ-گوک ۵۵'، ۸۴' · کیم جین-سو ۷۵' |     | ۱۰' لوپز · ۲۷' اساکا | ورزشگاه جام‌جهانی جئونجو، جئونجو تماشاگران: ۸٬۷۰۴ داور: علیرضا فغانی (ایران) |
| ۲۴ بهمن ۱۳۹۶ یوتی‌سی ۹:۰۰+ ۱۹:۳۰ |                                       |     |                      | ورزشگاه جام‌جهانی جئونجو، جئونجو تماشاگران: ۸٬۷۰۴ داور: علیرضا فغانی (ایران) |

| ۲۴ بهمن ۱۳۹۶ یوتی‌سی ۸:۰۰+ ۲۰:۰۰ | تیانجین چوانجیان                                  | ۳–۰ | کیتچی | ورزشگاه مرکزی المپیک تیانجین، تیانجین تماشاگران: ۲۱٬۲۱۳ داور: Abdulrahman Al-Jassim (قطر) |
| ۲۴ بهمن ۱۳۹۶ یوتی‌سی ۸:۰۰+ ۲۰:۰۰ | مودست ۳۲' · پائولینیو ۳۶' (گل‌به‌خودی) · سان کی ۳۹' |     |       | ورزشگاه مرکزی المپیک تیانجین، تیانجین تماشاگران: ۲۱٬۲۱۳ داور: Abdulrahman Al-Jassim (قطر) |
| ۲۴ بهمن ۱۳۹۶ یوتی‌سی ۸:۰۰+ ۲۰:۰۰ |                                                   |     |       | ورزشگاه مرکزی المپیک تیانجین، تیانجین تماشاگران: ۲۱٬۲۱۳ داور: Abdulrahman Al-Jassim (قطر) |

| ۱ اسفند ۱۳۹۶ یوتی‌سی ۹:۰۰+ ۱۹:۳۰ | کاشیوا ریسول | ۱–۱ | تیانجین چوانجیان | ورزشگاه فوتبال هیتاچی کاشیوا، کاشیوا تماشاگران: ۶٬۷۷۶ |
| ۱ اسفند ۱۳۹۶ یوتی‌سی ۹:۰۰+ ۱۹:۳۰ |              |     |                  | ورزشگاه فوتبال هیتاچی کاشیوا، کاشیوا تماشاگران: ۶٬۷۷۶ |
| ۱ اسفند ۱۳۹۶ یوتی‌سی ۹:۰۰+ ۱۹:۳۰ |              |     |                  | ورزشگاه فوتبال هیتاچی کاشیوا، کاشیوا تماشاگران: ۶٬۷۷۶ |

| ۱ اسفند ۱۳۹۶ یوتی‌سی ۸:۰۰+ ۲۰:۰۰ | کیتچی | ۰–۶ | چونبوک هیوندای موتورز | ورزشگاه هنگ کنگ، هنگ کنگ تماشاگران: ۱۳٬۵۱۹ |
| ۱ اسفند ۱۳۹۶ یوتی‌سی ۸:۰۰+ ۲۰:۰۰ |       |     |                       | ورزشگاه هنگ کنگ، هنگ کنگ تماشاگران: ۱۳٬۵۱۹ |
| ۱ اسفند ۱۳۹۶ یوتی‌سی ۸:۰۰+ ۲۰:۰۰ |       |     |                       | ورزشگاه هنگ کنگ، هنگ کنگ تماشاگران: ۱۳٬۵۱۹ |

| ۱۵ اسفند ۱۳۹۶ یوتی‌سی ۹:۰۰+ ۱۹:۳۰ | کاشیوا ریسول | ۱–۰ | کیتچی | ورزشگاه فوتبال هیتاچی کاشیوا، کاشیوا تماشاگران: ۵٬۵۴۱ |
| ۱۵ اسفند ۱۳۹۶ یوتی‌سی ۹:۰۰+ ۱۹:۳۰ |              |     |       | ورزشگاه فوتبال هیتاچی کاشیوا، کاشیوا تماشاگران: ۵٬۵۴۱ |
| ۱۵ اسفند ۱۳۹۶ یوتی‌سی ۹:۰۰+ ۱۹:۳۰ |              |     |       | ورزشگاه فوتبال هیتاچی کاشیوا، کاشیوا تماشاگران: ۵٬۵۴۱ |

| ۱۵ اسفند ۱۳۹۶ یوتی‌سی ۹:۰۰+ ۱۹:۰۰ | چونبوک هیوندای موتورز | ۶–۳ | تیانجین چوانجیان | ورزشگاه جام‌جهانی جئونجو، جئونجو تماشاگران: ۸٬۶۹۱ |
| ۱۵ اسفند ۱۳۹۶ یوتی‌سی ۹:۰۰+ ۱۹:۰۰ |                       |     |                  | ورزشگاه جام‌جهانی جئونجو، جئونجو تماشاگران: ۸٬۶۹۱ |
| ۱۵ اسفند ۱۳۹۶ یوتی‌سی ۹:۰۰+ ۱۹:۰۰ |                       |     |                  | ورزشگاه جام‌جهانی جئونجو، جئونجو تماشاگران: ۸٬۶۹۱ |

| ۲۳ اسفند ۱۳۹۶ یوتی‌سی ۸:۰۰+ ۲۰:۰۰ | کیتچی | ۱–۰ | کاشیوا ریسول | ورزشگاه هنگ کنگ، هنگ کنگ تماشاگران: ۷٬۷۷۱ |
| ۲۳ اسفند ۱۳۹۶ یوتی‌سی ۸:۰۰+ ۲۰:۰۰ |       |     |              | ورزشگاه هنگ کنگ، هنگ کنگ تماشاگران: ۷٬۷۷۱ |
| ۲۳ اسفند ۱۳۹۶ یوتی‌سی ۸:۰۰+ ۲۰:۰۰ |       |     |              | ورزشگاه هنگ کنگ، هنگ کنگ تماشاگران: ۷٬۷۷۱ |

| ۲۳ اسفند ۱۳۹۶ یوتی‌سی ۸:۰۰+ ۲۰:۰۰ | تیانجین چوانجیان | ۴–۲ | چونبوک هیوندای موتورز | ورزشگاه مرکزی المپیک تیانجین، تیانجین تماشاگران: ۱۵٬۳۱۴ |
| ۲۳ اسفند ۱۳۹۶ یوتی‌سی ۸:۰۰+ ۲۰:۰۰ |                  |     |                       | ورزشگاه مرکزی المپیک تیانجین، تیانجین تماشاگران: ۱۵٬۳۱۴ |
| ۲۳ اسفند ۱۳۹۶ یوتی‌سی ۸:۰۰+ ۲۰:۰۰ |                  |     |                       | ورزشگاه مرکزی المپیک تیانجین، تیانجین تماشاگران: ۱۵٬۳۱۴ |

| ۱۵ فروردین ۱۳۹۷ یوتی‌سی ۹:۰۰+ ۱۹:۳۰ | کاشیوا ریسول | ۰–۲ | چونبوک هیوندای موتورز | ورزشگاه فوتبال هیتاچی کاشیوا، کاشیوا تماشاگران: ۷٬۱۸۷ |
| ۱۵ فروردین ۱۳۹۷ یوتی‌سی ۹:۰۰+ ۱۹:۳۰ |              |     |                       | ورزشگاه فوتبال هیتاچی کاشیوا، کاشیوا تماشاگران: ۷٬۱۸۷ |
| ۱۵ فروردین ۱۳۹۷ یوتی‌سی ۹:۰۰+ ۱۹:۳۰ |              |     |                       | ورزشگاه فوتبال هیتاچی کاشیوا، کاشیوا تماشاگران: ۷٬۱۸۷ |

| ۱۵ فروردین ۱۳۹۷ یوتی‌سی ۸:۰۰+ ۲۰:۰۰ | کیتچی | ۰–۱ | تیانجین چوانجیان | ورزشگاه هنگ کنگ، هنگ کنگ تماشاگران: ۶٬۲۲۹ |
| ۱۵ فروردین ۱۳۹۷ یوتی‌سی ۸:۰۰+ ۲۰:۰۰ |       |     |                  | ورزشگاه هنگ کنگ، هنگ کنگ تماشاگران: ۶٬۲۲۹ |
| ۱۵ فروردین ۱۳۹۷ یوتی‌سی ۸:۰۰+ ۲۰:۰۰ |       |     |                  | ورزشگاه هنگ کنگ، هنگ کنگ تماشاگران: ۶٬۲۲۹ |

| ۲۹ فروردین ۱۳۹۷ یوتی‌سی ۹:۰۰+ ۲۰:۰۰ | چونبوک هیوندای موتورز | ۳–۰ | کیتچی | ورزشگاه جام‌جهانی جئونجو، جئونجو تماشاگران: ۴٬۴۸۷ |
| ۲۹ فروردین ۱۳۹۷ یوتی‌سی ۹:۰۰+ ۲۰:۰۰ |                       |     |       | ورزشگاه جام‌جهانی جئونجو، جئونجو تماشاگران: ۴٬۴۸۷ |
| ۲۹ فروردین ۱۳۹۷ یوتی‌سی ۹:۰۰+ ۲۰:۰۰ |                       |     |       | ورزشگاه جام‌جهانی جئونجو، جئونجو تماشاگران: ۴٬۴۸۷ |

| ۲۹ فروردین ۱۳۹۷ یوتی‌سی ۸:۰۰+ ۱۹:۰۰ | تیانجین چوانجیان | ۳–۲ | کاشیوا ریسول | ورزشگاه مرکزی المپیک تیانجین، تیانجین تماشاگران: ۱۷٬۴۱۸ |
| ۲۹ فروردین ۱۳۹۷ یوتی‌سی ۸:۰۰+ ۱۹:۰۰ |                  |     |              | ورزشگاه مرکزی المپیک تیانجین، تیانجین تماشاگران: ۱۷٬۴۱۸ |
| ۲۹ فروردین ۱۳۹۷ یوتی‌سی ۸:۰۰+ ۱۹:۰۰ |                  |     |              | ورزشگاه مرکزی المپیک تیانجین، تیانجین تماشاگران: ۱۷٬۴۱۸ |

### گروه F
| تیم              | بازی | برد | مساوی | باخت | گل‌زده | گل‌خورده | تفاضل‌گل | امتیاز |
| ---------------- | ---- | --- | ----- | ---- | ----- | ------- | ------- | ------ |
| شانگهای اس‌آی‌پی‌جی | ۶    | ۳   | ۲     | ۱    | ۱۰    | ۶       | ۴+      | ۱۱     |
| اولسان هیواندای  | ۶    | ۲   | ۳     | ۱    | ۱۵    | ۱۱      | ۴+      | ۹      |
| ملبورن ویکتوری   | ۶    | ۲   | ۲     | ۲    | ۱۱    | ۱۶      | ۵-      | ۸      |
| کاوازاکی         | ۶    | ۰   | ۳     | ۳    | ۶     | ۹       | ۳-      | ۳      |

|            | کاوازاکی | اولسان | ملبورن | شانگهای |
| ---------- | -------- | ------ | ------ | ------- |
| کاوازاکی   | —        | ۲–۲    | ۲-۲    | ۱-۰     |
| اولسان     | ۱-۲      | —      | ۲-۶    | ۰–۱     |
| ملبورن     | ۱–۰      | ۳-۳    | —      | ۲–۱     |
| ش.اس‌آی‌پی‌جی | ۱-۱      | ۲-۲    | ۱-۴    | —       |

| ۲۴ بهمن ۱۳۹۶ یوتی‌سی ۹:۰۰+ ۱۹:۳۰ | ملبورن ویکتوری               | ۳ – ۳ | اولسان هیوندای                  | ورزشکاران تودوروکی، کاوازاکی تماشاگران: ۵٬۱۲۷ داور: نواف شکرالله (بحرین) |
| ۲۴ بهمن ۱۳۹۶ یوتی‌سی ۹:۰۰+ ۱۹:۳۰ | گئورگ ۲۶'، ۳۷' · ویلیامز ۵۴' |       | ۲۴'، ۵۱' اورسیچ · ۳۴' ویندبیچلر | ورزشکاران تودوروکی، کاوازاکی تماشاگران: ۵٬۱۲۷ داور: نواف شکرالله (بحرین) |
| ۲۴ بهمن ۱۳۹۶ یوتی‌سی ۹:۰۰+ ۱۹:۳۰ |                              |       |                                 | ورزشکاران تودوروکی، کاوازاکی تماشاگران: ۵٬۱۲۷ داور: نواف شکرالله (بحرین) |

| ۲۴ بهمن ۱۳۹۶ یوتی‌سی ۱۱:۰۰+ ۱۹:۰۰ | کاوازاکی فرونتال | ۰–۱        | شانگهای اس‌آی‌پی‌جی | ورزشگاه مستطیلی، ملبورن تماشاگران: ۱۲٬۱۹۳ داور: Adham Makhadmeh (اردن) |
| ۲۴ بهمن ۱۳۹۶ یوتی‌سی ۱۱:۰۰+ ۱۹:۰۰ |                  | ۲۳' الکسون |                  | ورزشگاه مستطیلی، ملبورن تماشاگران: ۱۲٬۱۹۳ داور: Adham Makhadmeh (اردن) |
| ۲۴ بهمن ۱۳۹۶ یوتی‌سی ۱۱:۰۰+ ۱۹:۰۰ |                  |            |                  | ورزشگاه مستطیلی، ملبورن تماشاگران: ۱۲٬۱۹۳ داور: Adham Makhadmeh (اردن) |

| ۱ اسفند ۱۳۹۶ یوتی‌سی ۸:۰۰+ ۲۰:۰۰ | شانگهای اس‌آی‌پی‌جی | ۴–۱ | ملبورن ویکتوری | ورزشگاه شانگهای، شانگهای تماشاگران: ۱۶٬۶۹۷ |
| ۱ اسفند ۱۳۹۶ یوتی‌سی ۸:۰۰+ ۲۰:۰۰ |                  |     |                | ورزشگاه شانگهای، شانگهای تماشاگران: ۱۶٬۶۹۷ |
| ۱ اسفند ۱۳۹۶ یوتی‌سی ۸:۰۰+ ۲۰:۰۰ |                  |     |                | ورزشگاه شانگهای، شانگهای تماشاگران: ۱۶٬۶۹۷ |

| ۱ اسفند ۱۳۹۶ یوتی‌سی ۹:۰۰+ ۱۹:۰۰ | اولسان هیوندای | ۲–۱ | کاوازاکی فرونتال | ورزشگاه اولسان مونسو، اولسان تماشاگران: ۲٬۳۹۸ |
| ۱ اسفند ۱۳۹۶ یوتی‌سی ۹:۰۰+ ۱۹:۰۰ |                |     |                  | ورزشگاه اولسان مونسو، اولسان تماشاگران: ۲٬۳۹۸ |
| ۱ اسفند ۱۳۹۶ یوتی‌سی ۹:۰۰+ ۱۹:۰۰ |                |     |                  | ورزشگاه اولسان مونسو، اولسان تماشاگران: ۲٬۳۹۸ |

| ۱۶ اسفند ۱۳۹۶ یوتی‌سی ۸:۰۰+ ۲۰:۰۰ | شانگهای اس‌آی‌پی‌جی | ۲–۲ | اولسان هیوندای | ورزشگاه شانگهای، شانگهای تماشاگران: ۲۰٬۷۵۷ |
| ۱۶ اسفند ۱۳۹۶ یوتی‌سی ۸:۰۰+ ۲۰:۰۰ |                  |     |                | ورزشگاه شانگهای، شانگهای تماشاگران: ۲۰٬۷۵۷ |
| ۱۶ اسفند ۱۳۹۶ یوتی‌سی ۸:۰۰+ ۲۰:۰۰ |                  |     |                | ورزشگاه شانگهای، شانگهای تماشاگران: ۲۰٬۷۵۷ |

| ۱۶ اسفند ۱۳۹۶ یوتی‌سی ۹:۰۰+ ۱۹:۰۰ | کاوازاکی فرونتال | ۲–۲ | ملبورن ویکتوری | ورزشکاران تودوروکی، کاوازاکی تماشاگران: ۱۱٬۱۸۹ |
| ۱۶ اسفند ۱۳۹۶ یوتی‌سی ۹:۰۰+ ۱۹:۰۰ |                  |     |                | ورزشکاران تودوروکی، کاوازاکی تماشاگران: ۱۱٬۱۸۹ |
| ۱۶ اسفند ۱۳۹۶ یوتی‌سی ۹:۰۰+ ۱۹:۰۰ |                  |     |                | ورزشکاران تودوروکی، کاوازاکی تماشاگران: ۱۱٬۱۸۹ |

| ۲۲ اسفند ۱۳۹۶ یوتی‌سی ۹:۰۰+ ۱۹:۰۰ | اولسان هیوندای | ۰–۱ | شانگهای اس‌آی‌پی‌جی | ورزشگاه اولسان مونسو، اولسان تماشاگران: ۴٬۰۴۰ |
| ۲۲ اسفند ۱۳۹۶ یوتی‌سی ۹:۰۰+ ۱۹:۰۰ |                |     |                  | ورزشگاه اولسان مونسو، اولسان تماشاگران: ۴٬۰۴۰ |
| ۲۲ اسفند ۱۳۹۶ یوتی‌سی ۹:۰۰+ ۱۹:۰۰ |                |     |                  | ورزشگاه اولسان مونسو، اولسان تماشاگران: ۴٬۰۴۰ |

| ۲۲ اسفند ۱۳۹۶ یوتی‌سی ۱۱:۰۰+ ۱۹:۳۰ | ملبورن ویکتوری | ۱–۰ | کاوازاکی فرونتال | ورزشگاه مستطیلی، ملبورن تماشاگران: ۶٬۶۳۹ |
| ۲۲ اسفند ۱۳۹۶ یوتی‌سی ۱۱:۰۰+ ۱۹:۳۰ |                |     |                  | ورزشگاه مستطیلی، ملبورن تماشاگران: ۶٬۶۳۹ |
| ۲۲ اسفند ۱۳۹۶ یوتی‌سی ۱۱:۰۰+ ۱۹:۳۰ |                |     |                  | ورزشگاه مستطیلی، ملبورن تماشاگران: ۶٬۶۳۹ |

| ۱۵ فروردین ۱۳۹۷ یوتی‌سی ۸:۰۰+ ۲۰:۰۰ | شانگهای اس‌آی‌پی‌جی | ۱–۱ | کاوازاکی فرونتال | ورزشگاه شانگهای، شانگهای تماشاگران: ۲۱٬۶۵۷ |
| ۱۵ فروردین ۱۳۹۷ یوتی‌سی ۸:۰۰+ ۲۰:۰۰ |                  |     |                  | ورزشگاه شانگهای، شانگهای تماشاگران: ۲۱٬۶۵۷ |
| ۱۵ فروردین ۱۳۹۷ یوتی‌سی ۸:۰۰+ ۲۰:۰۰ |                  |     |                  | ورزشگاه شانگهای، شانگهای تماشاگران: ۲۱٬۶۵۷ |

| ۱۵ فروردین ۱۳۹۷ یوتی‌سی ۹:۰۰+ ۱۹:۰۰ | اولسان هیوندای | ۶–۲ | ملبورن ویکتوری | ورزشگاه اولسان مونسو، اولسان تماشاگران: ۸۳۴ |
| ۱۵ فروردین ۱۳۹۷ یوتی‌سی ۹:۰۰+ ۱۹:۰۰ |                |     |                | ورزشگاه اولسان مونسو، اولسان تماشاگران: ۸۳۴ |
| ۱۵ فروردین ۱۳۹۷ یوتی‌سی ۹:۰۰+ ۱۹:۰۰ |                |     |                | ورزشگاه اولسان مونسو، اولسان تماشاگران: ۸۳۴ |

| ۲۹ فروردین ۱۳۹۷ یوتی‌سی ۹:۰۰+ ۱۹:۰۰ | کاوازاکی فرونتال | ۲–۲ | اولسان هیوندای | ورزشکاران تودوروکی، کاوازاکی تماشاگران: ۸٬۴۲۲ |
| ۲۹ فروردین ۱۳۹۷ یوتی‌سی ۹:۰۰+ ۱۹:۰۰ |                  |     |                | ورزشکاران تودوروکی، کاوازاکی تماشاگران: ۸٬۴۲۲ |
| ۲۹ فروردین ۱۳۹۷ یوتی‌سی ۹:۰۰+ ۱۹:۰۰ |                  |     |                | ورزشکاران تودوروکی، کاوازاکی تماشاگران: ۸٬۴۲۲ |

| ۲۹ فروردین ۱۳۹۷ یوتی‌سی ۱۰:۰۰+ ۲۰:۰۰ | ملبورن ویکتوری | ۲–۱ | شانگهای اس‌آی‌پی‌جی | ورزشگاه مستطیلی، ملبورن تماشاگران: ۷٬۱۴۸ |
| ۲۹ فروردین ۱۳۹۷ یوتی‌سی ۱۰:۰۰+ ۲۰:۰۰ |                |     |                  | ورزشگاه مستطیلی، ملبورن تماشاگران: ۷٬۱۴۸ |
| ۲۹ فروردین ۱۳۹۷ یوتی‌سی ۱۰:۰۰+ ۲۰:۰۰ |                |     |                  | ورزشگاه مستطیلی، ملبورن تماشاگران: ۷٬۱۴۸ |

### گروه G
| تیم              | بازی | برد | مساوی | باخت | گل‌زده | گل‌خورده | تفاضل‌گل | امتیاز |
| ---------------- | ---- | --- | ----- | ---- | ----- | ------- | ------- | ------ |
| گوانگ‌ژو اورگراند | ۶    | ۳   | ۳     | ۰    | ۱۲    | ۶       | ۶+      | ۱۲     |
| بوریرام یونایتد  | ۶    | ۲   | ۳     | ۱    | ۷     | ۶       | ۱+      | ۹      |
| سرزو اوساکا      | ۶    | ۲   | ۲     | ۲    | ۶     | ۸       | ۲-      | ۸      |
| ججو یونایتد      | ۶    | ۱   | ۰     | ۵    | ۶     | ۱۱      | ۵-      | ۳      |

|         | گوانگ‌ژو | سرزو | ججو | بوریرام |
| ------- | ------- | ---- | --- | ------- |
| گوانگ‌ژو | —       | ۳–۱  | ۳-۵ | ۱-۱     |
| سرزو    | ۰-۰     | —    | ۱-۲ | ۲-۲     |
| ججو     | ۲-۰     | ۱-۰  | —   | ۰–۱     |
| بوریرام | ۱-۱     | ۰-۲  | ۲-۰ | —       |

| ۲۵ بهمن ۱۳۹۶ یوتی‌سی ۸:۰۰+ ۱۷:۰۰ | گوانگ‌ژو اورگراند | ۱–۱ | بوریرام یونایتد | ورزشگاه تیانهه، گوانگ‌ژو تماشاگران: ۲۸٬۸۹۳ |
| ۲۵ بهمن ۱۳۹۶ یوتی‌سی ۸:۰۰+ ۱۷:۰۰ |                  |     |                 | ورزشگاه تیانهه، گوانگ‌ژو تماشاگران: ۲۸٬۸۹۳ |
| ۲۵ بهمن ۱۳۹۶ یوتی‌سی ۸:۰۰+ ۱۷:۰۰ |                  |     |                 | ورزشگاه تیانهه، گوانگ‌ژو تماشاگران: ۲۸٬۸۹۳ |

| ۲۵ بهمن ۱۳۹۶ یوتی‌سی ۹:۰۰+ ۱۹:۴۵ | ججو یونایتد | ۰–۱ | سرزو اوساکا | ورزشگاه جام‌جهانی ججو، سئوگویپو تماشاگران: ۳٬۹۹۳ |
| ۲۵ بهمن ۱۳۹۶ یوتی‌سی ۹:۰۰+ ۱۹:۴۵ |             |     |             | ورزشگاه جام‌جهانی ججو، سئوگویپو تماشاگران: ۳٬۹۹۳ |
| ۲۵ بهمن ۱۳۹۶ یوتی‌سی ۹:۰۰+ ۱۹:۴۵ |             |     |             | ورزشگاه جام‌جهانی ججو، سئوگویپو تماشاگران: ۳٬۹۹۳ |

| ۲ اسفند ۱۳۹۶ یوتی‌سی ۷:۰۰+ ۱۸:۰۰ | بوریرام یونایتد | ۰–۲ | ججو یونایتد | ورزشگاه چانگ آرنا، بوریرام تماشاگران: ۱۰٬۰۴۱ |
| ۲ اسفند ۱۳۹۶ یوتی‌سی ۷:۰۰+ ۱۸:۰۰ |                 |     |             | ورزشگاه چانگ آرنا، بوریرام تماشاگران: ۱۰٬۰۴۱ |
| ۲ اسفند ۱۳۹۶ یوتی‌سی ۷:۰۰+ ۱۸:۰۰ |                 |     |             | ورزشگاه چانگ آرنا، بوریرام تماشاگران: ۱۰٬۰۴۱ |

| ۲ اسفند ۱۳۹۶ یوتی‌سی ۹:۰۰+ ۱۹:۰۰ | سرزو اوساکا | ۰–۰ | گوانگ‌ژو اورگراند | ورزشگاه ناگای، اوساکا تماشاگران: ۹٬۸۸۵ |
| ۲ اسفند ۱۳۹۶ یوتی‌سی ۹:۰۰+ ۱۹:۰۰ |             |     |                  | ورزشگاه ناگای، اوساکا تماشاگران: ۹٬۸۸۵ |
| ۲ اسفند ۱۳۹۶ یوتی‌سی ۹:۰۰+ ۱۹:۰۰ |             |     |                  | ورزشگاه ناگای، اوساکا تماشاگران: ۹٬۸۸۵ |

| ۱۵ اسفند ۱۳۹۶ یوتی‌سی ۷:۰۰+ ۱۸:۰۰ | بوریرام یونایتد | ۲–۰ | سرزو اوساکا | ورزشگاه چانگ آرنا، بوریرام تماشاگران: ۶٬۹۵۸ |
| ۱۵ اسفند ۱۳۹۶ یوتی‌سی ۷:۰۰+ ۱۸:۰۰ |                 |     |             | ورزشگاه چانگ آرنا، بوریرام تماشاگران: ۶٬۹۵۸ |
| ۱۵ اسفند ۱۳۹۶ یوتی‌سی ۷:۰۰+ ۱۸:۰۰ |                 |     |             | ورزشگاه چانگ آرنا، بوریرام تماشاگران: ۶٬۹۵۸ |

| ۱۵ اسفند ۱۳۹۶ یوتی‌سی ۸:۰۰+ ۲۰:۰۰ | گوانگ‌ژو اورگراند | ۵–۳ | ججو یونایتد | ورزشگاه تیانهه، گوانگ‌ژو تماشاگران: ۳۷٬۶۹۳ |
| ۱۵ اسفند ۱۳۹۶ یوتی‌سی ۸:۰۰+ ۲۰:۰۰ |                  |     |             | ورزشگاه تیانهه، گوانگ‌ژو تماشاگران: ۳۷٬۶۹۳ |
| ۱۵ اسفند ۱۳۹۶ یوتی‌سی ۸:۰۰+ ۲۰:۰۰ |                  |     |             | ورزشگاه تیانهه، گوانگ‌ژو تماشاگران: ۳۷٬۶۹۳ |

| ۲۳ اسفند ۱۳۹۶ یوتی‌سی ۹:۰۰+ ۱۹:۰۰ | سرزو اوساکا | ۲–۲ | بوریرام یونایتد | ورزشگاه ناگای، اوساکا تماشاگران: ۸٬۴۷۹ |
| ۲۳ اسفند ۱۳۹۶ یوتی‌سی ۹:۰۰+ ۱۹:۰۰ |             |     |                 | ورزشگاه ناگای، اوساکا تماشاگران: ۸٬۴۷۹ |
| ۲۳ اسفند ۱۳۹۶ یوتی‌سی ۹:۰۰+ ۱۹:۰۰ |             |     |                 | ورزشگاه ناگای، اوساکا تماشاگران: ۸٬۴۷۹ |

| ۲۳ اسفند ۱۳۹۶ یوتی‌سی ۹:۰۰+ ۱۹:۰۰ | ججو یونایتد | ۰–۲ | گوانگ‌ژو اورگراند | ورزشگاه جام‌جهانی ججو، سئوگویپو تماشاگران: ۴٬۰۳۵ |
| ۲۳ اسفند ۱۳۹۶ یوتی‌سی ۹:۰۰+ ۱۹:۰۰ |             |     |                  | ورزشگاه جام‌جهانی ججو، سئوگویپو تماشاگران: ۴٬۰۳۵ |
| ۲۳ اسفند ۱۳۹۶ یوتی‌سی ۹:۰۰+ ۱۹:۰۰ |             |     |                  | ورزشگاه جام‌جهانی ججو، سئوگویپو تماشاگران: ۴٬۰۳۵ |

| ۱۴ فروردین ۱۳۹۷ یوتی‌سی ۷:۰۰+ ۱۸:۰۰ | بوریرام یونایتد | ۱–۱ | گوانگ‌ژو اورگراند | ورزشگاه چانگ آرنا، بوریرام تماشاگران: ۱۰٬۵۳۳ |
| ۱۴ فروردین ۱۳۹۷ یوتی‌سی ۷:۰۰+ ۱۸:۰۰ |                 |     |                  | ورزشگاه چانگ آرنا، بوریرام تماشاگران: ۱۰٬۵۳۳ |
| ۱۴ فروردین ۱۳۹۷ یوتی‌سی ۷:۰۰+ ۱۸:۰۰ |                 |     |                  | ورزشگاه چانگ آرنا، بوریرام تماشاگران: ۱۰٬۵۳۳ |

| ۱۴ فروردین ۱۳۹۷ یوتی‌سی ۹:۰۰+ ۱۹:۰۰ | سرزو اوساکا | ۲–۱ | ججو یونایتد | ورزشگاه ناگای، اوساکا تماشاگران: ۹٬۰۶۶ |
| ۱۴ فروردین ۱۳۹۷ یوتی‌سی ۹:۰۰+ ۱۹:۰۰ |             |     |             | ورزشگاه ناگای، اوساکا تماشاگران: ۹٬۰۶۶ |
| ۱۴ فروردین ۱۳۹۷ یوتی‌سی ۹:۰۰+ ۱۹:۰۰ |             |     |             | ورزشگاه ناگای، اوساکا تماشاگران: ۹٬۰۶۶ |

| ۲۸ فروردین ۱۳۹۷ یوتی‌سی ۸:۰۰+ ۱۹:۰۰ | گوانگ‌ژو اورگراند | ۳–۱ | سرزو اوساکا | ورزشگاه تیانهه، گوانگ‌ژو تماشاگران: ۳۹٬۶۹۲ |
| ۲۸ فروردین ۱۳۹۷ یوتی‌سی ۸:۰۰+ ۱۹:۰۰ |                  |     |             | ورزشگاه تیانهه، گوانگ‌ژو تماشاگران: ۳۹٬۶۹۲ |
| ۲۸ فروردین ۱۳۹۷ یوتی‌سی ۸:۰۰+ ۱۹:۰۰ |                  |     |             | ورزشگاه تیانهه، گوانگ‌ژو تماشاگران: ۳۹٬۶۹۲ |

| ۲۸ فروردین ۱۳۹۷ یوتی‌سی ۹:۰۰+ ۲۰:۰۰ | ججو یونایتد | ۰–۱ | بوریرام یونایتد | ورزشگاه جام‌جهانی ججو، سئوگویپو تماشاگران: ۱٬۳۵۵ |
| ۲۸ فروردین ۱۳۹۷ یوتی‌سی ۹:۰۰+ ۲۰:۰۰ |             |     |                 | ورزشگاه جام‌جهانی ججو، سئوگویپو تماشاگران: ۱٬۳۵۵ |
| ۲۸ فروردین ۱۳۹۷ یوتی‌سی ۹:۰۰+ ۲۰:۰۰ |             |     |                 | ورزشگاه جام‌جهانی ججو، سئوگویپو تماشاگران: ۱٬۳۵۵ |

### گروه H
| تیم           | بازی | برد | مساوی | باخت | گل‌زده | گل‌خورده | تفاضل‌گل | امتیاز |
| ------------- | ---- | --- | ----- | ---- | ----- | ------- | ------- | ------ |
| سوون سامسونگ  | ۶    | ۳   | ۱     | ۲    | ۸     | ۷       | ۱+      | ۱۰     |
| کاشیما آنتلرز | ۶    | ۲   | ۳     | ۱    | ۸     | ۶       | ۲+      | ۹      |
| سیدنی         | ۶    | ۱   | ۳     | ۲    | ۷     | ۸       | ۱-      | ۶      |
| شانگهای شنهوآ | ۶    | ۰   | ۵     | ۱    | ۶     | ۸       | ۲–      | ۵      |

|           | سیدنی | شانگهای.ش | ک.آنتلرز | س.سامسونگ |
| --------- | ----- | --------- | -------- | --------- |
| سیدنی     | —     | ۰–۰       | ۲-۰      | ۲-۰       |
| شانگهای.ش | ۲-۲   | —         | ۲-۲      | ۰–۲       |
| ک.آنتلرز  | ۱–۱   | ۱-۱       | —        | ۰–۱       |
| س.سامسونگ | ۴-۱   | ۱-۱       | ۲-۱      | —         |

| ۲۵ بهمن ۱۳۹۶ یوتی‌سی ۱۱:۰۰+ ۱۹:۳۰ | سیدنی | ۰–۲ | سوون سامسونگ | ورزشگاه سیدنی، سیدنی تماشاگران: ۶٬۳۴۹ |
| ۲۵ بهمن ۱۳۹۶ یوتی‌سی ۱۱:۰۰+ ۱۹:۳۰ |       |     |              | ورزشگاه سیدنی، سیدنی تماشاگران: ۶٬۳۴۹ |
| ۲۵ بهمن ۱۳۹۶ یوتی‌سی ۱۱:۰۰+ ۱۹:۳۰ |       |     |              | ورزشگاه سیدنی، سیدنی تماشاگران: ۶٬۳۴۹ |

| ۲۵ بهمن ۱۳۹۶ یوتی‌سی ۹:۰۰+ ۱۹:۰۰ | کاشیما آنتلرز | ۱–۱ | شانگهای شنهوآ | ورزشگاه کاشیما، کاشیما تماشاگران: ۹٬۱۹۲ |
| ۲۵ بهمن ۱۳۹۶ یوتی‌سی ۹:۰۰+ ۱۹:۰۰ |               |     |               | ورزشگاه کاشیما، کاشیما تماشاگران: ۹٬۱۹۲ |
| ۲۵ بهمن ۱۳۹۶ یوتی‌سی ۹:۰۰+ ۱۹:۰۰ |               |     |               | ورزشگاه کاشیما، کاشیما تماشاگران: ۹٬۱۹۲ |

| ۲ اسفند ۱۳۹۶ یوتی‌سی ۹:۰۰+ ۱۹:۰۰ | سوون سامسونگ | ۱–۲ | کاشیما آنتلرز | ورزشگاه جام‌جهانی سوون، سوون تماشاگران: ۴٬۸۷۰ |
| ۲ اسفند ۱۳۹۶ یوتی‌سی ۹:۰۰+ ۱۹:۰۰ |              |     |               | ورزشگاه جام‌جهانی سوون، سوون تماشاگران: ۴٬۸۷۰ |
| ۲ اسفند ۱۳۹۶ یوتی‌سی ۹:۰۰+ ۱۹:۰۰ |              |     |               | ورزشگاه جام‌جهانی سوون، سوون تماشاگران: ۴٬۸۷۰ |

| ۲ اسفند ۱۳۹۶ یوتی‌سی ۸:۰۰+ ۲۰:۰۰ | شانگهای شنهوآ | ۲–۲ | سیدنی | ورزشگاه هنگکو، شانگهای تماشاگران: ۲۲٬۹۱۸ |
| ۲ اسفند ۱۳۹۶ یوتی‌سی ۸:۰۰+ ۲۰:۰۰ |               |     |       | ورزشگاه هنگکو، شانگهای تماشاگران: ۲۲٬۹۱۸ |
| ۲ اسفند ۱۳۹۶ یوتی‌سی ۸:۰۰+ ۲۰:۰۰ |               |     |       | ورزشگاه هنگکو، شانگهای تماشاگران: ۲۲٬۹۱۸ |

| ۱۶ اسفند ۱۳۹۶ یوتی‌سی ۹:۰۰+ ۱۹:۰۰ | سوون سامسونگ | ۱–۱ | شانگهای شنهوآ | ورزشگاه جام‌جهانی سوون، سوون تماشاگران: ۳٬۹۰۴ |
| ۱۶ اسفند ۱۳۹۶ یوتی‌سی ۹:۰۰+ ۱۹:۰۰ |              |     |               | ورزشگاه جام‌جهانی سوون، سوون تماشاگران: ۳٬۹۰۴ |
| ۱۶ اسفند ۱۳۹۶ یوتی‌سی ۹:۰۰+ ۱۹:۰۰ |              |     |               | ورزشگاه جام‌جهانی سوون، سوون تماشاگران: ۳٬۹۰۴ |

| ۱۶ اسفند ۱۳۹۶ یوتی‌سی ۱۱:۰۰+ ۱۹:۳۰ | سیدنی | ۰–۲ | کاشیما آنتلرز | ورزشگاه سیدنی، سیدنی تماشاگران: ۶٬۴۴۲ |
| ۱۶ اسفند ۱۳۹۶ یوتی‌سی ۱۱:۰۰+ ۱۹:۳۰ |       |     |               | ورزشگاه سیدنی، سیدنی تماشاگران: ۶٬۴۴۲ |
| ۱۶ اسفند ۱۳۹۶ یوتی‌سی ۱۱:۰۰+ ۱۹:۳۰ |       |     |               | ورزشگاه سیدنی، سیدنی تماشاگران: ۶٬۴۴۲ |

| ۲۲ اسفند ۱۳۹۶ یوتی‌سی ۸:۰۰+ ۲۰:۰۰ | شانگهای شنهوآ | ۰–۲ | سوون سامسونگ | ورزشگاه هنگکو، شانگهای تماشاگران: ۲۱٬۹۹۰ |
| ۲۲ اسفند ۱۳۹۶ یوتی‌سی ۸:۰۰+ ۲۰:۰۰ |               |     |              | ورزشگاه هنگکو، شانگهای تماشاگران: ۲۱٬۹۹۰ |
| ۲۲ اسفند ۱۳۹۶ یوتی‌سی ۸:۰۰+ ۲۰:۰۰ |               |     |              | ورزشگاه هنگکو، شانگهای تماشاگران: ۲۱٬۹۹۰ |

| ۲۲ اسفند ۱۳۹۶ یوتی‌سی ۹:۰۰+ ۱۹:۰۰ | کاشیما آنتلرز | ۱–۱ | سیدنی | ورزشگاه کاشیما، کاشیما تماشاگران: ۸٬۶۳۶ |
| ۲۲ اسفند ۱۳۹۶ یوتی‌سی ۹:۰۰+ ۱۹:۰۰ |               |     |       | ورزشگاه کاشیما، کاشیما تماشاگران: ۸٬۶۳۶ |
| ۲۲ اسفند ۱۳۹۶ یوتی‌سی ۹:۰۰+ ۱۹:۰۰ |               |     |       | ورزشگاه کاشیما، کاشیما تماشاگران: ۸٬۶۳۶ |

| ۱۴ فروردین ۱۳۹۷ یوتی‌سی ۹:۰۰+ ۲۰:۰۰ | سوون سامسونگ | ۱–۴ | سیدنی | ورزشگاه جام‌جهانی سوون، سوون تماشاگران: ۳٬۷۵۶ |
| ۱۴ فروردین ۱۳۹۷ یوتی‌سی ۹:۰۰+ ۲۰:۰۰ |              |     |       | ورزشگاه جام‌جهانی سوون، سوون تماشاگران: ۳٬۷۵۶ |
| ۱۴ فروردین ۱۳۹۷ یوتی‌سی ۹:۰۰+ ۲۰:۰۰ |              |     |       | ورزشگاه جام‌جهانی سوون، سوون تماشاگران: ۳٬۷۵۶ |

| ۱۴ فروردین ۱۳۹۷ یوتی‌سی ۸:۰۰+ ۲۰:۰۰ | شانگهای شنهوآ | ۲–۲ | کاشیما آنتلرز | ورزشگاه هنگکو، شانگهای تماشاگران: ۲۰٬۰۲۸ |
| ۱۴ فروردین ۱۳۹۷ یوتی‌سی ۸:۰۰+ ۲۰:۰۰ |               |     |               | ورزشگاه هنگکو، شانگهای تماشاگران: ۲۰٬۰۲۸ |
| ۱۴ فروردین ۱۳۹۷ یوتی‌سی ۸:۰۰+ ۲۰:۰۰ |               |     |               | ورزشگاه هنگکو، شانگهای تماشاگران: ۲۰٬۰۲۸ |

| ۲۸ فروردین ۱۳۹۷ یوتی‌سی ۱۰:۰۰+ ۲۰:۰۰ | سیدنی | ۰–۰ | شانگهای شنهوآ | ورزشگاه سیدنی، سیدنی تماشاگران: ۹٬۸۵۵ |
| ۲۸ فروردین ۱۳۹۷ یوتی‌سی ۱۰:۰۰+ ۲۰:۰۰ |       |     |               | ورزشگاه سیدنی، سیدنی تماشاگران: ۹٬۸۵۵ |
| ۲۸ فروردین ۱۳۹۷ یوتی‌سی ۱۰:۰۰+ ۲۰:۰۰ |       |     |               | ورزشگاه سیدنی، سیدنی تماشاگران: ۹٬۸۵۵ |

| ۲۸ فروردین ۱۳۹۷ یوتی‌سی ۹:۰۰+ ۱۹:۰۰ | کاشیما آنتلرز | ۰–۱ | سوون سامسونگ | ورزشگاه کاشیما، کاشیما تماشاگران: ۶٬۲۲۹ |
| ۲۸ فروردین ۱۳۹۷ یوتی‌سی ۹:۰۰+ ۱۹:۰۰ |               |     |              | ورزشگاه کاشیما، کاشیما تماشاگران: ۶٬۲۲۹ |
| ۲۸ فروردین ۱۳۹۷ یوتی‌سی ۹:۰۰+ ۱۹:۰۰ |               |     |              | ورزشگاه کاشیما، کاشیما تماشاگران: ۶٬۲۲۹ |